# Patrick Karam
Pour les articles homonymes, voir Karam.
Patrick Karam, né le 8 février 1961 à Pointe-à-Pitre en Guadeloupe, est un homme politique et une personnalité française de la défense des droits de l'homme. Ancien délégué interministériel pour l'égalité des chances des Français d'outre-mer sous Nicolas Sarkozy, il est conseiller régional d'Île-de-France (UMP) depuis 2010.
Inspecteur général de la jeunesse et des sports depuis 2011, il est depuis janvier 2020 inspecteur général de l'éducation, des sports et de la recherche (IGSR), corps de contrôle de l'État.
Il est président de la Coordination des Chrétiens d'Orient en Danger (CHREDO) créée en septembre 2013. Entre janvier 2014 et septembre 2016, il est le 1er président du Conseil représentatif des Français d'outre-mer.
Depuis décembre 2015, il est vice-président du conseil régional d'Île de France. De 2015 à 2021, il était chargé de la Jeunesse, des Sports, des Loisirs, de la Vie associative et de la Citoyenneté. Depuis 2021, il est le sixième Vice-président du Conseil régional, chargé des Sports, des Jeux olympiques et paralympiques, des Loisirs, de la Citoyenneté et de la Politique de la ville, et de la Vie associative.

## Origines et études
D'origine libanaise, Patrick Karam a vécu et suivi sa scolarité en Guadeloupe jusqu’à l’obtention de son baccalauréat C au lycée de Baimbridge.
Il est docteur en sciences politiques (université de Bourgogne à Dijon), titulaire d’un DEA de droit international public, public et organisations internationales (université Sorbonne-Paris 1), et d'une maîtrise de droit public (université René Descartes-Paris 5).

## Droits de l'homme
Il organise différents colloques dont celui sur le Caucase à l’Assemblée nationale en 1992 et produit un rapport sur les violations des droits de l’homme dans le Caucase cette même année. Il a aussi publié d'autres rapports comme celui sur les violations des droits de l'homme au Liban pendant la guerre, ou encore celui sur les minorités hongroises en Europe.
De février 2003 à novembre 2006, il a été président-fondateur du Collectif des Antillais, Guyanais, Réunionnais et Mahorais (Collectifdom), association de défense et de promotion des Français d’outre-mer. Dans ce cadre, il est un des acteurs de premier plan de l'Affaire Olivier Grenouilleau avec l'écrivain Claude Ribbe et l'avocat Gilbert Collard, à l'automne 2005.
Fin septembre 2013, il crée la Coordination Chrétiens d'Orient en Danger. Définie par le quotidien libanais francophone L'Orient-Le Jour comme le lobby des chrétiens d'Orient, elle vise à obtenir des pouvoirs publics nationaux, européens et onusiens différentes actions et résolutions pour protéger les chrétiens menacés en Orient et œuvrer pour qu'ils puissent continuer à vivre sur place en harmonie avec toutes les autres communautés.
Le 31 janvier 2014, il devient le premier président du Conseil représentatif des Français d'outre-mer. Il est élu à l'unanimité des quelque 250 membres fondateurs ultramarin, puis réélu à l’unanimité moins une voix en juin 2015. En septembre 2016, il démissionne afin de rejoindre la campagne de Nicolas Sarkozy pour la primaire de la droite en vue de l'élection présidentielle de 2017.

## Engagement politique
Pendant la campagne électorale présidentielle de 2007, Patrick Karam crée et dirige les comités de soutien ultramarins à Nicolas Sarkozy, organisés par région et par profession, et rassemble plus de 4 500 originaires de l'outre-mer lors d'un meeting à Paris Montparnasse.
En juillet 2007, Patrick Karam est nommé délégué interministériel pour l’égalité des chances des Français d’outre-mer par le président de la République Nicolas Sarkozy. Quelques mois après sa nomination, il aurait été poussé à la démission après des tensions avec Christian Estrosi, secrétaire d'État chargé de l'Outre-mer auprès du ministère de l'Intérieur, mais reste finalement en poste. En désaccord sur la politique de l'outre-mer menée par la ministre Marie-Luce Penchard, il refuse d'accompagner le président de la République en janvier 2010 à la Réunion, puis en janvier 2011 aux Antilles. Il donne sa démission en janvier 2011, finalement acceptée en mars 2011, par Nicolas Sarkozy qui le nomme inspecteur général de la jeunesse et des sports par décret présidentiel en octobre 2011.
Karam a créé et dirigé 43 comités de soutien de la diversité pour Nicolas Sarkozy pendant l'élection présidentielle de 2012. Ces comités ont regroupé des Français de toutes origines et de toutes confessions et mobilisé plus de 8 000 personnes au meeting de lancement de la campagne présidentielle à Villepinte.
Il a formé un ticket avec Chantal Jouanno à Paris durant les élections régionales de 2010. Numéro 2 sur la liste de la majorité présidentielle à Paris, il siège depuis lors au conseil régional d'Île-de-France. Il démissionne de l'UMP mais reste un fervent partisan de Nicolas Sarkozy et siège au conseil régional d'Île-de-France aux côtés de Valérie Pécresse en qualité de non-inscrit. Depuis décembre 2015, il est vice-président du conseil régional d'Île-de-France, chargé de la jeunesse, des sports et de la vie associative. Il est vice-président du mouvement Libres ! présidé par Valérie Pécresse.
Il soutient Nicolas Sarkozy pour la primaire présidentielle des Républicains de 2016. Dans le cadre de la campagne des primaires de la droite et du centre, il est nommé orateur national chargé de l'outre-mer, des réseaux de la diversité et des chrétiens d'Orient.

## Vie privée
Il est marié depuis septembre 2012 à Samia Badat-Karam, conseillère municipale et maire adjointe dans le 16e arrondissement de Paris depuis les élections municipales de 2014 et élue conseillère de Paris en 2020.
Il est présenté comme un « ami » de Victorin Lurel, député et président socialiste du Conseil Régional de la Guadeloupe. Il côtoie régulièrement, jusqu'au décès de ce dernier, l'ancien président du CReFOM Jean-Michel Martial.

## Décorations
- Chevalier de la Légion d'honneur (remis par l'ancien président de la République Nicolas Sarkozy le 20 mars 2013)
- Chevalier de l'ordre national du Mérite
  - Patrick Karam est promu, le 29 janvier 2025, au grade d'officier de l'ordre national du Mérite au titre de « vice-président du conseil régional d'Île-de-France ». Il est fait chevalier le 10 décembre 2009[10].